# Mehmet Nazif Gerçin
Mehmet Nazif Gerçin (* 2. Februar 1901 in Istanbul; † 2. April 1982 ebenda) war ein türkischer Fußballspieler. Durch seine langjährige Tätigkeit für Galatasaray Istanbul und als dessen Eigengewächs wird er mit diesem Verein assoziiert. Er gehörte jener Galatasaray-Mannschaft an, die in den 1920er Jahren den türkischen Fußball dominierte und fünf von acht möglichen Istanbuler Meisterschaften holte.

## Spielerkarriere

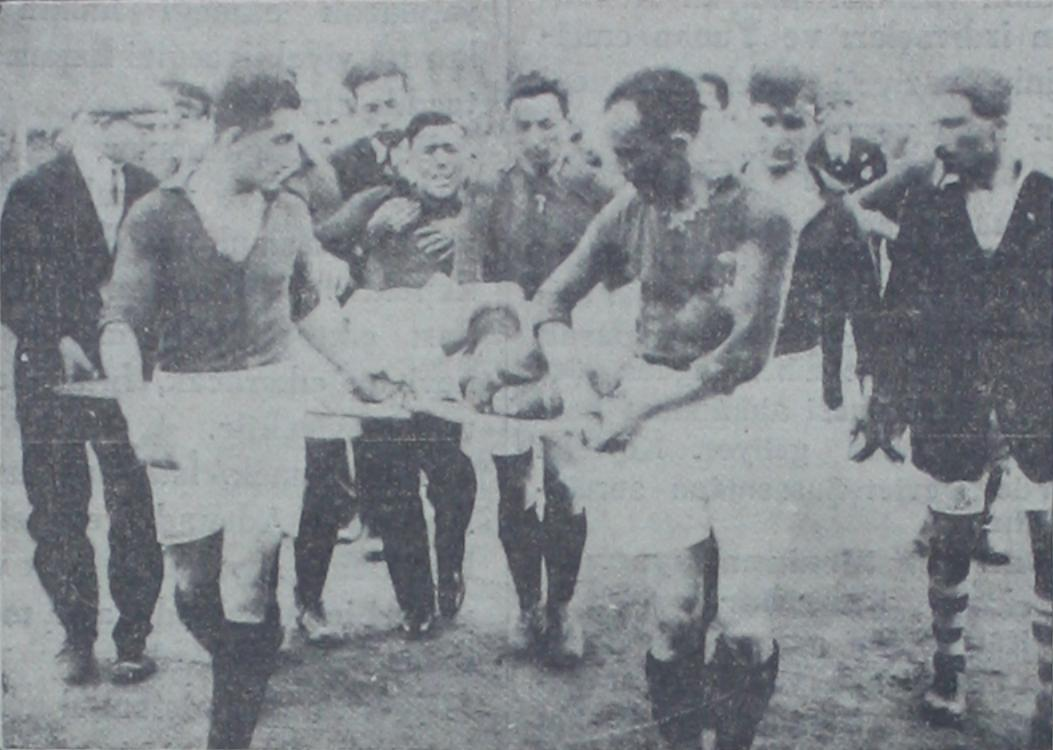
Gerçin wird nach dem Beinbruch durch Zeki Rıza Sporel im Derby zwischen Fenerbahçe-Galatasaray vom 10. Mai 1929 vom Feld getragen.

### Verein
Gerçin besuchte das renommierte Galatasaray-Gymnasium und spielte hier in der Jugendabteilung des Traditionsvereins Galatasaray Istanbul, jenes Vereins, der von Schülern des Galatasaray-Gymnasiums gegründet wurde. Sein fußballerisches Talent sprach sich in der Galatasaray-Gemeinde schnell herum, sodass er in der Saison 1921/22 als 20-Jähriger in den Kader der Fußballmannschaft Galatasaray Istanbul aufgenommen wurde. Zum Zeitpunkt seines Eintritts in den Profikader war Istanbul aufgrund der Niederlage des Osmanischen Reiches im Ersten Weltkrieg besetzt (siehe Besetzung Istanbuls). Nachdem die türkischen Mannschaften während eines Großteils dieser Besetzungszeit keinen Ligawettkampf ausgetragen hatten, wurde mit der Saison 1920/21 der Spielbetrieb der İstanbul Cuma Ligi (dt. Istanbuler Freitagsliga) wieder aufgenommen, der damals renommiertesten Liga des Landes. Gerçin eroberte sich auf Anhieb einen Stammplatz und absolvierte alle Ligaspiele seiner Mannschaft. Mit dieser beendete er die Saison als Meister und sicherte dem Verein den zweiten Titel in diesem Wettbewerb. In der nachfolgenden Saison verfehlte Gerçins Team die Titelverteidigung und beendete die Saison als Tabellendritter. Gerçin absolvierte in dieser Saison lediglich zwei Ligaspiele.
Mit dem Ende der Besatzung Istanbuls und der Staatsgründung der modernen Türkei wurde auch der Fußball in Istanbul reformiert. Nachdem zuvor in einigen Spielzeiten mehrere Istanbuler Ligen wie Freitagsliga und Sonntagsliga parallel existierten und miteinander konkurrierten, wurde im Sommer die İstanbul Futbol Ligi (dt. Istanbuler Fußballliga) eingeführt. Diese Liga ersetzte bzw. vereinigte alle vorherigen Istanbuler Ligen und sorgte dafür, dass alle bekannten Istanbuler Vereine in der gleichen Liga spielten. Da damals in der Türkei keine landesübergreifende Profiliga existierte, existierten stattdessen in den Ballungszentren wie Istanbul, Ankara und Izmir regionale Ligen, von denen die İstanbul Ligi (auch İstanbul Futbol Ligi genannt) als die Renommierteste galt. 
Gerçin verfehlte in der ersten Saison dieser neuformierten Liga die Meisterschaft gegen den Erzrivalen Beşiktaş Istanbul. In der zweiten Saison, der Saison 1924/25, wurde Gerçin mit seiner Mannschaft Istanbuler Meister. Bis zum Sommer 1929 spielte Gerçin nahezu durchgängig als Stammspieler und holte mit seinem Verein drei aufeinander folgende Male die Istanbuler Meisterschaft. Gerçins Karriere nahm im Interkontinentalen Derby vom 10. Mai 1929 gegen den Fenerbahçe Istanbul eine dramatische Wende ein. In dieser meisterschaftsentscheidenden Partie lieferten sich beide Teams ein hartumkämpftes und emotional aufgeladenes Spiel. Das Spiel musste mehrmals aufgrund Handgemenge und Verletzungen unterbrochen werden. In dieser Begegnung brach Gerçin sich bei einem Zweikampf mit Zeki Rıza Sporel ein Bein. Von dieser schweren Verletzung erholte sich Gerçin nie und kehrte nicht mehr in den Mannschaftskader zurück.

### Nationalmannschaft
Gerçin begann seine Nationalmannschaftskarriere 1924 mit einem Einsatz für die türkische Nationalmannschaft im Testspiel gegen die Nationalmannschaft der UdSSR. Bis zum Mai 1926 absolvierte er vier weitere Länderspiele.

## Tod
Gerçin verstarb am 2. April 1982 in Istanbul. Er wurde einen Tag später nach dem Mittagsgebet in der Istanbuler Şişli-Moschee im berühmten Friedhof Zincirlikuyu beigesetzt.

## Familie
Gerçin entstammte einer Aristokratenfamilie. So war sein Vater Sırrı Gerçin als Kazasker tätig, eine Art Heeresrichter im Osmanischen Reich.

## Erfolge
Mit Galatasaray Istanbul
- Meister der İstanbul Cuma Ligi: 1921/22
- Meister der İstanbul Futbol Ligi: 1924/25, 1925/26, 1926/27, 1928/29
- Sieger im Gazi Büstü: 1928/29